# St.-Georg-Hospital Calvörde
Aus alten Zeiten gehört zu den kirchlichen Gebäuden in Calvörde das St.-Georg-Hospital oder Armenhaus. Das denkmalgeschützte Gebäude steht in der Geschwister-Scholl-Straße 45, zum Entstehungsdatum ist nicht Genaueres bekannt. Das heutige Gebäude entstand im 18. Jahrhundert.

## Geschichte
Man vermutet, dass das Hospital mit den Pestzeiten entstand, die im 14., im 15. und im 16. Jahrhundert, besonders aber 1566 Calvörde heimsuchten.
1590 wurden die Kastenherren und der Hospitalmeister Heinrich Sporleder und Andreas Deichmann überliefert. Der Kastenherr war der Verwalter der kirchlichen Armenkasse und der Hospitalmeister war der Verwalter des damals schon bestehenden Hospitals. Aus dem Jahr 1648 ist bekannt, dass das Hospital acht Kammern hatte. Auch ist bekannt, dass die Hospitalinsassen in den Pestzeiten verpflichtet waren, gegen eine Gebühr die Kranken aufzuwarten. 
Das erste Hospital stand nahe dem Burghof in Calvörde. Nach dem Brand von 1700, der Calvörde fast komplett einäscherte, wurde ein neues Hospital auf dem Friedhof im Calvörder Hünerdorf errichtet, wo es noch heute steht. 1800 wurde das zuvor eingeschossige Haus durch einen 2. Stock erweitert, so dass um 1800 zwanzig Personen in dem Haus Unterkunft fanden. Über der Haustür trägt es die Inschrift: Wer sich des Armen erbarmt, der leihet dem Herren, der wird ihm wieder Gutes vergelten. Bemerkenswert an der Fachwerkkonstruktion sind die geschwungenen Streben. Bedeckt wird das Haus von einem Krüppelwalmdach.
1935 erhielt das Hospital neue Schornsteine und 1936 auch in allen Kammern elektrisches Licht. 1938 wurde es gründlich renoviert, neue Fundamente geschaffen, verschiedene neue Balken eingezogen und außen und innen gestrichen. Im Jahr 1995 wurde das Grundstück an einen Privatmann verkauft. Heute befindet sich im Hospital eine Physiotherapie.

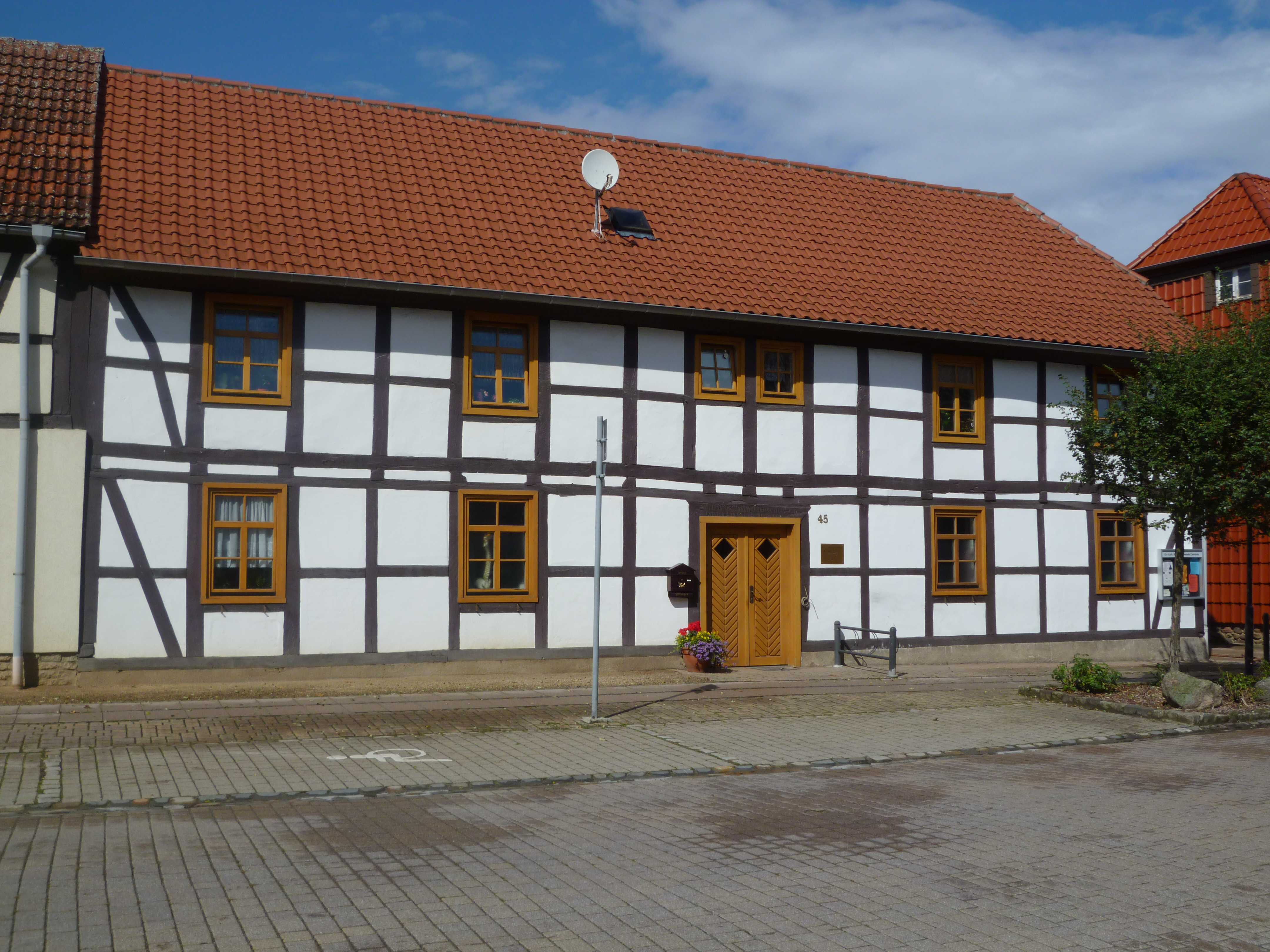
Das St.-Georg-Hospital
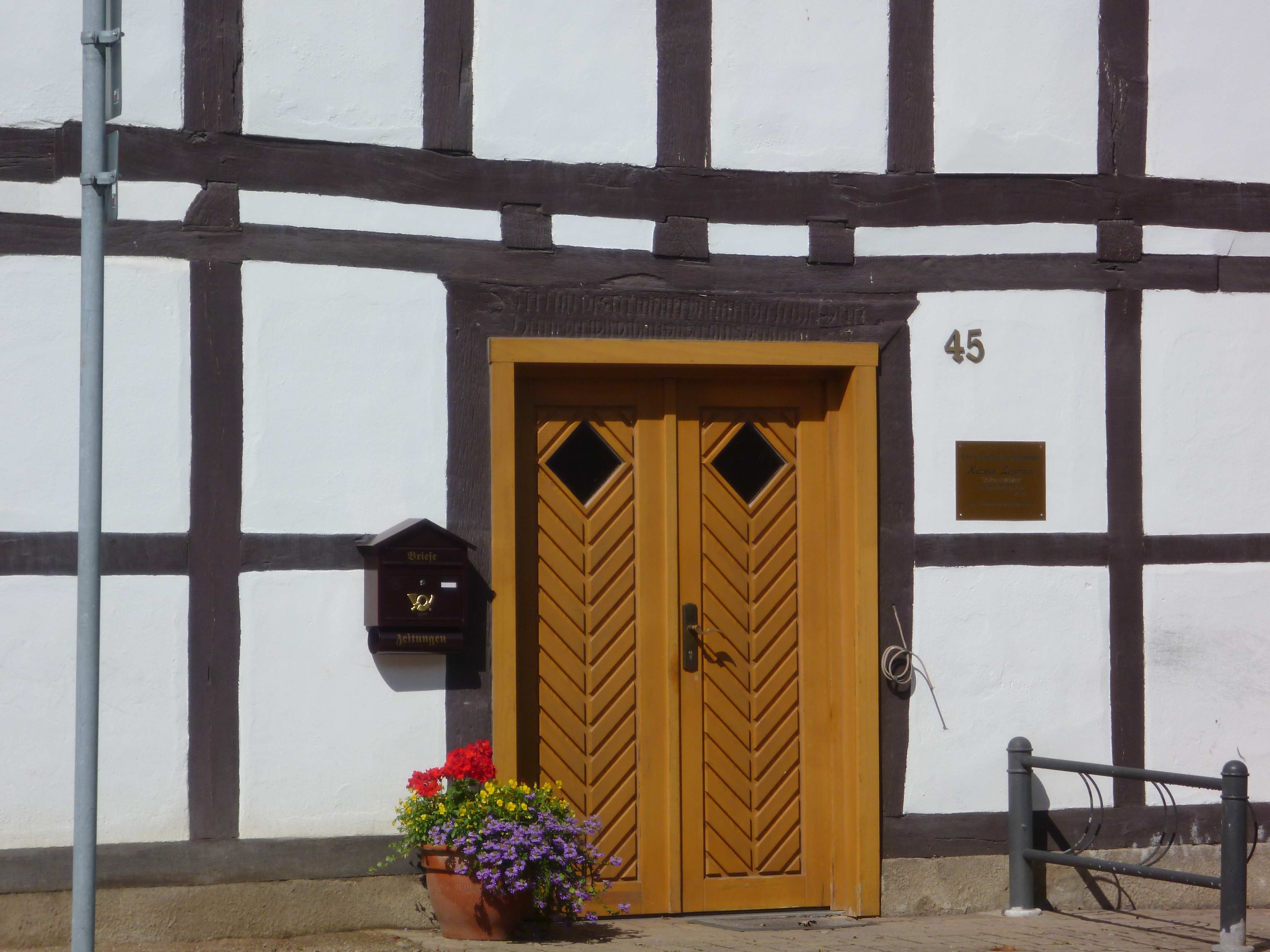
Inschrift auf dem Türbalken